# Ґьода

36°8′20″ пн. ш. 139°27′21″ сх. д. / 36.13889° пн. ш. 139.45583° сх. д.
Ґьо́да (яп. 行田市, ぎょうだし, МФА: [gʲoːda ɕi̥]) — місто в Японії, в префектурі Сайтама.

## Короткі відомості
Розташоване в північній частині префектури. Виникло на основі середньовічного призамквого містечка, родів Абе та Мацудайра. Основою економіки є машинобудування, виробництво електротоварів та транспортно-перевізних засобів. Традиційне ремесло — виготовлення японських панчіх табі. В місті розташовано багато курганів 5 — 7 століття. Станом на 1 жовтня 2008 площа міста становила 67,37 км². Станом на 1 січня 2009 населення міста становило 86 783 осіб.

## Міста-побратими
- Кувана, Японія
- Сіракава, Японія